# Erysipelothrix
Erysipelothrix je rod bakterií čítající čtyři popsané druhy (Erysipelothrix rhusiopathiae, Erysipelothrix tonsillarum, Erysipelothrix inopinata, Erysipelothrix larvae). Základním charakteristickým znakem je přítomnost buněčné stěny typu B. Bakterie jsou grampozitivní, ale při analýze často dojde k záměně s bakteriemi gramnegativními, jelikož rychle ztratí své zbarvení, jsou anaerobní až fakultativně anaerobní.